# 79 (число)
79 (семьдесят девять) — натуральное число, расположенное между числами 78 и 80.

## В математике
- 79 является нечётным двузначным числом.
- Сумма цифр числа 79 — 16.
- Произведение цифр этого числа — 63.
- Квадрат этого числа — 6241.
- Число 79 является простым числом[1].
- 79 является центрированным 13-угольным и центрированным 26-угольным числом[1].
- 79 — перестановочное простое число[2][3] (при перестановке его цифр также получается простое число).
- {\displaystyle 79=2^{7}-7^{2}}[4].

## В других областях
- 79 год; 79 год до н. э.
- 79 — атомный номер золота
- ASCII-код символа «O»
- 79 — Код субъекта Российской Федерации и Код ГИБДД-ГАИ Еврейской автономной области.
- Протокол Finger выполняется поверх 79-го порта